# Rudolf Mahler
Rudolf Mahler (* 6. Dezember 1905 in Altona; † 3. Juni 1995 in Schenefeld bei Hamburg) war ein norddeutscher Grafiker und Maler, der besonders für seine konturstarken Linol- und Holzschnitte bekannt ist.

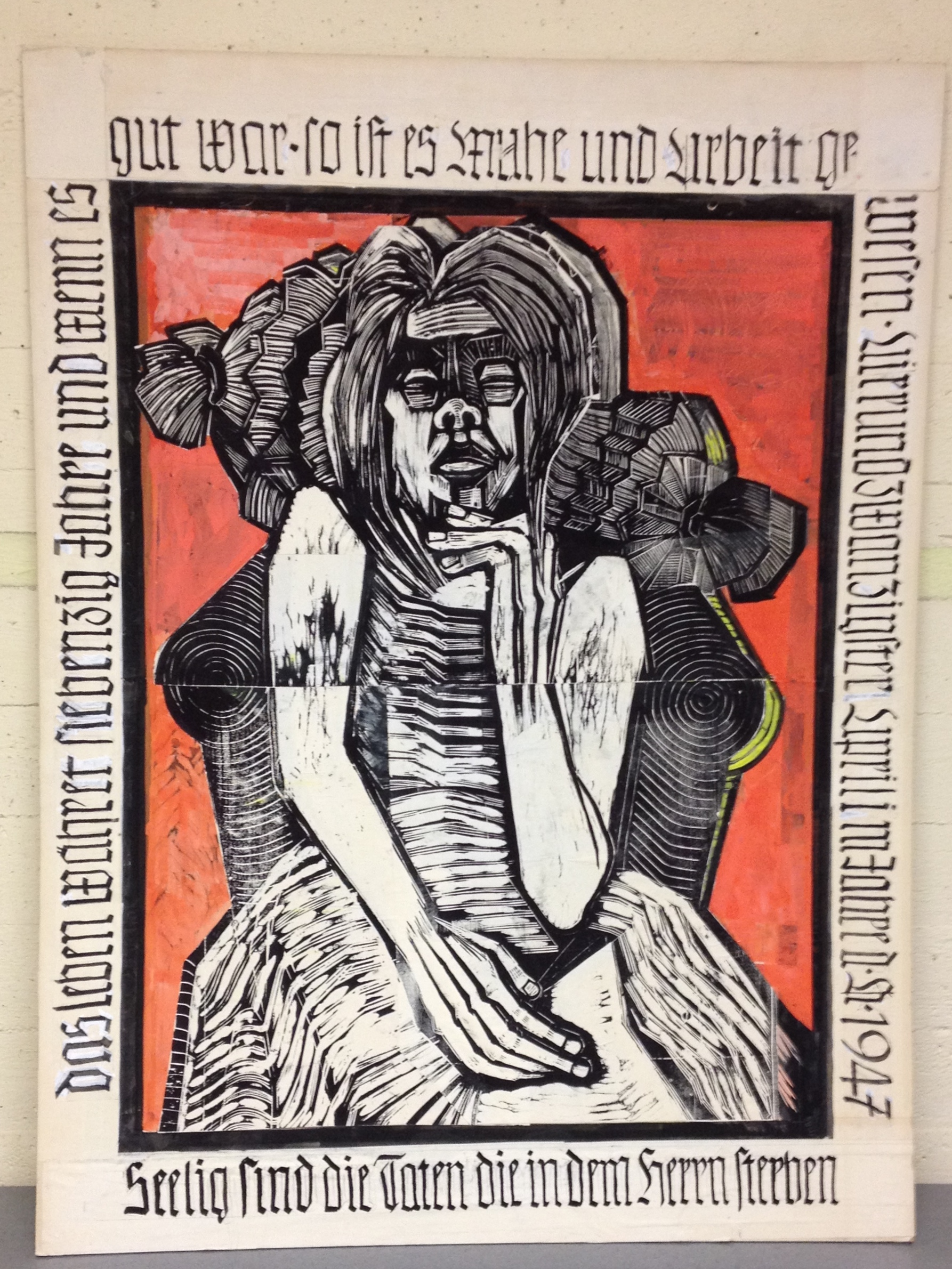
Rudolf Mahler „Das Leben währet … Psalm 90“, kolorierter Linolschnitt 1947

Rudolf Mahler „Krankenlager“, Linolschnitt o. J.

## Leben
Rudolf Mahler wurde 1905 in Altona geboren, schloss dort die Schule mit Mittlerer Reife ab. Von 1921 bis 1925 absolvierte er eine Schriftsetzerlehre und besuchte gleichzeitig Abendkurse in der Altonaer Kunstgewerbeschule und in der Landeskunstschule Hamburg. Den Beruf des Schriftsetzers übte er von 1926 bis 1931 in verschiedenen Städten aus. Es folgten zwei Semester an der Kunstgewerbeschule Altona, bevor er 1932 seine Meisterprüfung als Schriftsetzer ablegte. 1932–1936 folgten Malstudien bei Werner Schlegel in Kassel und die Leitung einer Schriftsetzerei in Süddeutschland, danach arbeitete er als Typograph und Grafiker in einer Werbeabteilung (1937–1940). Nach seiner Rückkehr aus dem Krieg (1945) setzte er seine künstlerische Ausbildung in Hamburg wie folgt fort: vier Semester an der Kunstschule Alsterdamm, vier Semester am Baukreis Hamburg, zwei Semester an der Landeskunstschule Hamburg.
Von 1955 bis zum Eintritt in den Ruhestand im Jahr 1970 folgten Tätigkeiten als Korrektor, Revisor, Grafiker und Layouter in Hamburger Großbetrieben. 1995 starb Rudolf Mahler in Schenefeld bei Hamburg. 2015 fiel der Nachlass an das „Forum für Künstlernachlässe e.V.“ in Hamburg-Niendorf, das einen repräsentativen Kernbestand übernahm. Zweiundzwanzig dieser Kunstwerke im Stil der 60er und 70er Jahre sind auf der Webseite des Museumsverbands Schleswig-Holstein und Hamburg e. V., 'Museen Nord', zu sehen.

## Ausstellungen
- Öffentliche Bücherhalle in Hamburg-Lurup (zweimal)
- Hamburghaus Eimsbüttel
- Kunstkreis Schenefeld
- Stephanskirche Schenefeld (posthum 2009)